# ماتي انتونين
ماتي انتونين (بالفنلندية: Matti Kalervo Anttonen)‏ هو دبلوماسي فنلندي، ولد في 27 نوفمبر 1957 في توركو في فنلندا.